# 波利娜·波拿巴
波利娜·波拿巴（法語：Pauline Marie Bonaparte，1780年10月20日—1825年6月9日），法兰西帝国公主、第一任瓜斯塔拉女公爵、苏尔莫纳和罗萨诺的王妃。她是瑪麗亞·萊蒂西亞·拉莫利諾和法国国王路易十六宫廷科西嘉岛代表卡洛·波拿巴的第六个孩子，法兰西帝国皇帝拿破仑一世之妹。她与法国将军夏尔·维克图瓦·埃马纽埃尔·勒克莱尔结婚，这段婚姻因為1802年他去世而结束（遠征海地失敗病死）。后来，她又嫁给苏尔莫纳第六亲王卡米洛·博尔盖塞。她唯一的孩子德米德·勒克莱尔（Dermide Leclerc）是她第一次婚姻所生，但他在童年时去世。她是拿破仑流亡厄尔巴公国期间唯一一位探望他的家族成员。

## 流行文化
- 波利娜·波拿巴是戰略角色扮演遊戲《聖女戰旗》的主角。